# De Butlers
De Butlers was een Nederlands duo (1969-1973) dat bestond uit Clous van Mechelen en Berry Cornet. Hun bekendste hit was De Chinees doet veel meer met vlees, met als bekende zin ‘Nasi Goreng, Bami, Saté, neem ook nog een loempia mee’. Andere liedjes waren onder meer: Vette vlek, natte plek en Tuinman op een onderzeeër.